# Tanagra (ciudad)
Tanagra (en griego: Τανάγρα Tanágra) fue una ciudad de Beocia a la izquierda del río Asopo, emplazada a unos cuarenta kilómetros de Platea, a unos dieciocho kilómetros al oeste de Oropo, a veinte kilómetros al sureste de Tebas, y a unos veinticinco kilómetros de Calcis, cerca de la frontera con el Ática. Fue arrasada por los tebanos en los años 370-360 a. C; después fue reconstruida. 
Pausanias menciona su localización en la antigua ciudad de Grea («Anciana»). Tucídides dice que Oropo se llamó antes Grea. Grea, epónimo de los graikoi una tribu beocia cuyo nombre pasó al latín como graecus («griego»). Homero, al mencionar las fuerzas beocias en el Catálogo de naves, proporciona la primera referencia conocida sobre la ciudad beocia de Grea.

Dicen que como [Tanagra] llegó a una edad muy avanzada, sus vecinos la dejaron de llamar por su nombre y la llamaron Grea, no sólo a ella, sino con el tiempo también a la ciudad
Pausanias, Descripción de Grecia IX.20.2

## Geografía
Estaba emplazada a medio camino entre Tebas y el mar, en la Beocia cerealística.
Corresponde a la actual Grimadhla o Grimala a 5 km al suroeste de Skimatari, al suroeste de Arma, y al noroeste de Agios Thomas.
Se accede por autopista mediante la GR-1 por el norte y por una carretera provincial que conecta Thiva (Tebas) con el oeste. 
La ciudad está situada entre una base militar y una autopista. Tanagra está en un cruce de carreteras, una de salida parcial hacia el sur, una de entrada hacia el norte y hacia el noroeste y una casi total hacia el este, sirviendo de acceso a las autopistas 44 y  77 hacia la isla de Eubea. Esta red de carreteras se encuentra hacia el sur y está conectada con la carretera de circunvalación del sureste y con la base militar. Tierras de cultivo rodean el resto de Tanagra, y al sur discurre el río Asopo junto al monte Parnés.
La base de la Fuerza Aérea de Tanagra es la sede del Ala 114 de Combate de las Fuerzas Aéreas Helénicas, y es una de las más grandes bases militares de Grecia. Su pista de aterrizaje tiene unos 2 km de longitud. En la década de 2000, un avión militar en un vuelo de entrenamiento se estrelló en la pista debido al tiempo. No hubo supervivientes.

## Historia
Su territorio se llamaba Pemándride y producía el mejor vino de Beocia. Las principales ciudades de su territorio, en tiempos de Estrabón, eran Heleón, Harma, Micaleso y Faras.
A Tanagra le correspondía un distrito en la Liga Beocia y corría con un 9,1 % de las cargas económicas de esta. Ocupaba el 10,2% del territorio beocio, con un superficie de 246 km².
Fue teatro de algunas batallas importantes: 
- Batalla de Tanagra de 457 a. C. Hacia junio de este año, los lacedemonios tomaron posiciones en la ciudad para ayudar al partido oligárquico de Atenas a derrocar a los demócratas. Los atenienses, los argivos y algunos caballeros tesalios los atacaron allí, pero los espartanos obtuvieron la victoria al desertar los tesalios.[11]

- Sesenta y un días después de esta batalla, Mirónides dirigió una expedición ateniense, invadió Beocia y derrotó a los tebanos en la batalla de Enofita, en territorio de Tanagra, adueñándose del país. Las murallas de la ciudad fueron destruidas y tomó como rehenes a los cien hombres más ricos de los locrios opuntios.[12]

- Batalla de Tanagra del año 426 a. C.. En verano de ese año, una flota ateniense, zarpó de la isla de Milo rumbo a Oropo. Inmediatamente después de atracar los trirremes desembarcaron los hoplitas, se pusieron en marcha hacia Tanagra. Mientras tanto, Hipónico y Eurimedonte se dirigían con sus tropas hacia allí desde Atenas. Acamparon en el territorio de Tanagra, lo devastaron y pernoctaron allí; al día siguiente vencieron en una batalla a las fuerzas que salieron a su encuentro y a los tebanos que les auxiliaron. Después de erigir un trofeo, se retiraron unos hacia Atenas y los otros a las naves.[13]

- En Tanagra se reunieron los beocios antes de la batalla de Delio, en el 423-422 a. C.; pues los atenienses tenían la misión de ocupar el santuario de Apolo de Delio.[14]

En tiempos de Plinio el Viejo era una ciudad libre.

## Hallazgos arqueológicos
De Tanagra, encaramada en las alturas, con sus templos separados de la aglomeración humana y sus casas decoradas, con pórticos y pinturas, de la que gozaban los viajeros antiguos, sólo quedan trozos de murallas y de torres.
Las investigaciones se han centrado en la zona de las necrópolis, las cuales desde 1870, habían sido frecuentemente expoliadas, por los habitantes del lugar; sobre todo en la zona del monte Kokkali, donde se hallaban las sepulturas más ricas. En consecuencia los objetos funerarios se hallan casi totalmente dispersos, y muchos han acabado en manos de coleccionistas extranjeros.
En 1873, se inició una serie de campañas bajo la dirección de A. Dimitriadis y Panayotis Stamatakis, por la Sociedad Arqueológica de Atenas hasta 1898. Se reanudaron en 1911.
Se descubrieron unos sarcófagos micénicos del siglo XIII a. C. Son de terracota, pintados, en los que la silueta humana domina sobre las figuraciones animales o vegetales. Representan escenas de lamentación o de la vida religiosa, de las que no hay constancia en las fuentes. No es seguro que sean de factura beocia, tal vez fueran importados.
Han sido exhumadas unas 8000 sepulturas, cuyo arco cronológico va desde el siglo VII a. C. a la época romana.
Se ha hallado una inscripción conmemorativa en la que, alineados en cuatro columnas, figuran los nombres de 64 soldados muertos en el verano de 424 a. C.

## La ciudad antigua
Se levantaba en la proximidad del monte Cericio, a orillas del río Asopo. El viajero griego Heráclides la visitó entre los años 275 y 270 a. C. Describe sus casas con pórticos y puertas pintadas. Pausanias expresa su admiración por la forma en que estaba dividido el asentamiento: la ciudad alta, la zona pura y separada de los hombres, donde se erigían los templos; y la zona baja, donde se hallaban los barrios habitados.
El culto más importante se rendía al dios Hermes, cuyo nacimiento se situaba en el monte Cericio y que tenía dos santuarios en la ciudad. También era célebre el santuario de Deméter, originariamente construido extramuros y reconstruido en el siglo III a. C. en el interior de la población. Había también un templo de Dioniso, a quien una tradición atribuía haber defendido a las mujeres de la ciudad de un ataque de Tritón. Junto a este había un templo de Temis, otro de Afrodita y otro conjunto de Apolo, Artemisa y Leto. Pausanias dice que en Tanagra estaban enterrados el mítico cazador Orión y la poetisa Corina.
Se ha estudiado el teatro, situado en la zona norte de la acrópolis.

## Figurillas de Tanagra

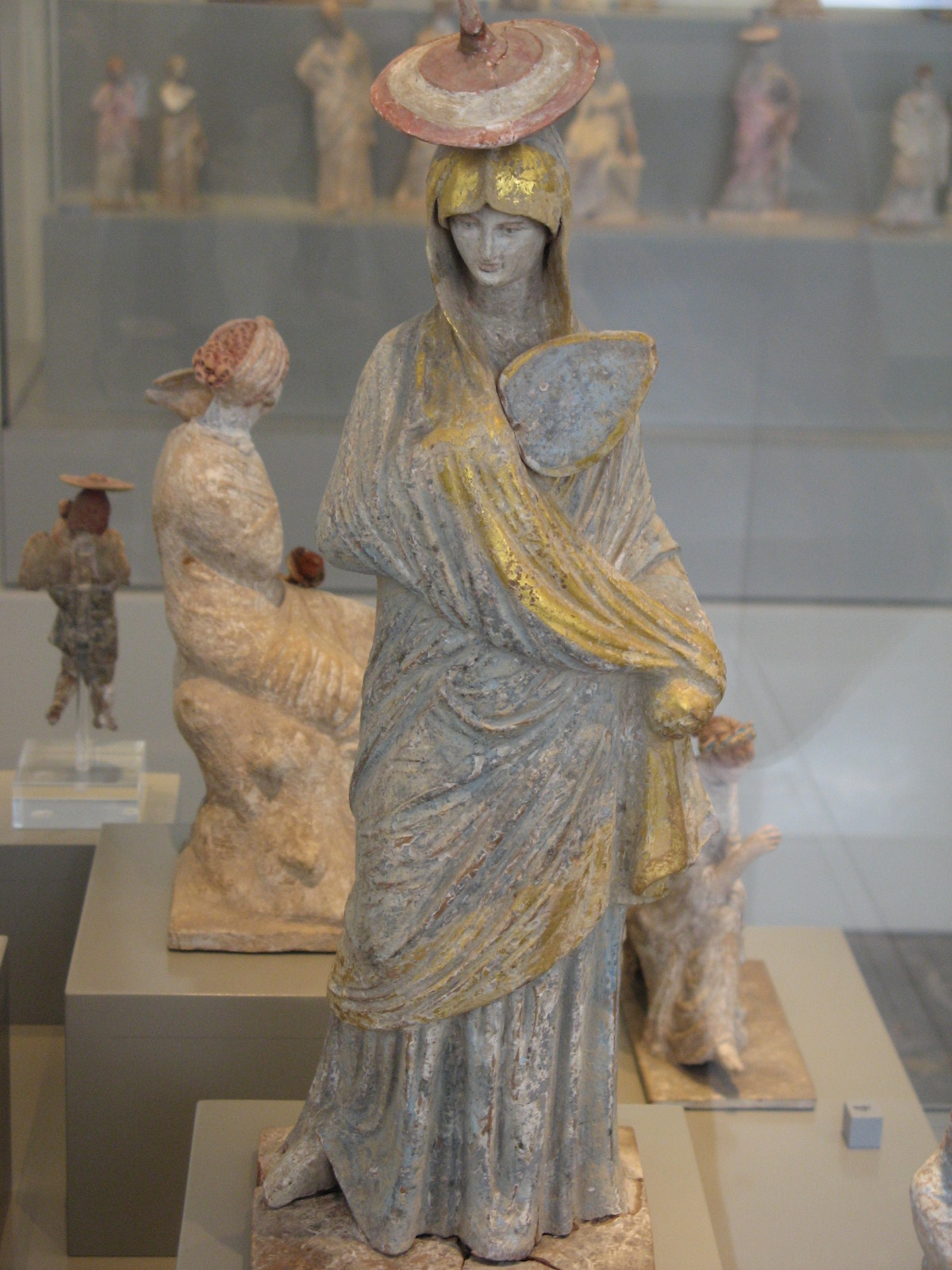
Tanagrina (325-300 a. C.)

Las terracotas griegas llamadas «tanagrinas» estaban de moda en el mundo griego desde finales del siglo IV a. C. hasta el fin del siglo III a. C..
Alrededor de 1870 los campesinos de Skimatari, a 65 km al norte de Atenas, cuando trabajaban en sus campos, sacaron a la luz numerosas tumbas que contenían estatuillas de terracota de un arte refinado. A partir de 1873, en pocos años, más de ocho mil tumbas fueron saqueadas, revelando sus vasos, sus mobiliarios funerarios, etc. En las tumbas helenísticas, se descubrieron figurillas, a razón, a veces, de dos o tres por sepultura, e incluso en panteones.
Anteriormente al periodo helenístico, se ofrendaban en los santuarios. Los muertos eran acompañados en su tránsito al más allá por multiplicidad de ajuares funerarios. La novedad en Tanagra, es tal vez, que en los siglos IV y III a. C., había figuras de terracotas en las necrópolis.
Estas obras fueron objeto de un entusiasmo inmediato, tanto por parte de los arqueólogos como de los coleccionistas. La primera colección entró en el museo del Louvre en 1872. Las autoridades griegas se esfuerzan en limitar los estragos de este pillaje.
Se han fabricado falsificaciones, al mismo tiempo que se hacía un descubrimiento similar en Mirina, en la actual Turquía. Después se hicieron en Cirene, en Italia, y Alejandría, en Egipto.
Según la crítica moderna, muchos de los modelos testimonian una proveniencia ática, desde que en ellos se ha reconocido a la escuela de Praxíteles. A Praxíteles evoca el estilo de las cabezas, «con rostros de expresión dulce y lánguida».
Estas estatuillas habrían sido fabricadas en los talleres atenienses y que los primeros ejemplares se descubrieran en Tanagra, de los que recibieron el nombre, ha sido puramente accidental. Concebidas para la exportación, como en otra época, las piezas cerámicas áticas de figuras rojas se exportaron a Italia o se vendieron a los escitas de Táurica. Aunque en el presente, se han descubierto este género de terracotas en Ática, y en otras partes de Grecia, su abundancia en los cementerios de Tanagra, en una región reputada por la cantidad y la calidad de sus cerámicas, pone en duda que pudieran provenir exclusivamente de importaciones.